# Liolaemus irregularis
Liolaemus irregularis este o specie de șopârle din genul Liolaemus, familia Tropiduridae, descrisă de Laurent 1986. Conform Catalogue of Life specia Liolaemus irregularis nu are subspecii cunoscute.